# Juan Ignacio Liébana
Juan Ignacio Liébana (Buenos Aires, 6 de junho de 1977) é um prelado argentino da Igreja Católica, desde 2024 é o bispo de Chascomús.

## Biografia
Completou seus estudos eclesiásticos no Seminário Metropolitano de Buenos Aires. Recebeu a ordenação presbiteral em 27 de novembro de 2004, sendo incardinado na Arquidiocese de Buenos Aires.
Em sua atuação pastoral, foi vigário paroquial em Buenos Aires; após a transferência voluntária para a Diocese de Añatuya, foi vigário paroquial e pároco de Santo Cristo em Santos Lugares; diretor espiritual do Seminário Maior de Santiago del Estero; membro do Colégio de Consultores e diretor do Escritório Missionário Diocesano; até 2024, foi pároco de Nuestra Señora del Carmen em Campo Gallo e Reitor do Santuário Virgen de Huachana.
Em 9 de janeiro de 2024, o Papa Francisco o nomeou como bispo de Chascomús. Recebeu a ordenação episcopal em 2 de março do mesmo ano, no Gimnasio Inmaculado Corazón de María de Chascomús, por Dom Vicente Bokalic Iglic, C.M., bispo de Santiago del Estero, coadjuvado por Dom Jorge Ignacio García Cuerva, arcebispo de Buenos Aires, por Dom José Luis Corral Peláez, S.V.D., bispo de Añatuya, por Dom Gabriel Antonio Mestre, arcebispo de La Plata e por Dom Carlos Humberto Malfa, seu antecessor.